# Нейплс
Нейплс (англ. Naples) — місто (англ. city) в США, в окрузі Колльєр на півдні штату Флорида, на узбережжі Мексиканської затоки Атлантичного океану. Населення — 19 115 осіб (2020); агломерації Нейплс — Марко-Айленд — 318,537 тисяч осіб (2009 рік). Наплз є центром курортного Райського узбережжя (Парадайс коаст).
Утворене 1949 року. Назване за італійським містом Неаполь, коли розбудовники повідомляли про кращу красу затоки Неаполя.
Середньодобова температура липня — +28, січня — +18. Щорічні опади — 1320 мм з піком на червень-вересень місяці.
Головна галузь господарства міста — обслуговування туризму. Наплз й Марко-Айланд є головними курортами Райського узбережжя (Парадайс коаст).
У місті розташовані Годжес університет (створений 1990 року), католицький Аве Марія університет (створений 2003 року з 1000 студентами) й Аве Марія юридична школа (заснована 1999 року, 375 студентів).

## Географія
Нейплс розташований за координатами 26°9′0″ пн. ш. 81°47′43″ зх. д. / 26.15000° пн. ш. 81.79528° зх. д. (26.149940, -81.795215). За даними Бюро перепису населення США в 2010 році місто мало площу 42,55 км², з яких 31,87 км² — суходіл та 10,68 км² — водойми.

### Клімат
Місто знаходиться у зоні, котра характеризується кліматом тропічних саван. Найтепліший місяць — серпень із середньою температурою 28.4 °C (83.2 °F). Найхолодніший місяць — січень, із середньою температурою 18.1 °С (64.5 °F).
| Клімат Нейплса          | Клімат Нейплса | Клімат Нейплса | Клімат Нейплса | Клімат Нейплса | Клімат Нейплса | Клімат Нейплса | Клімат Нейплса | Клімат Нейплса | Клімат Нейплса | Клімат Нейплса | Клімат Нейплса | Клімат Нейплса | Клімат Нейплса |
| Показник                | Січ.           | Лют.           | Бер.           | Квіт.          | Трав.          | Черв.          | Лип.           | Серп.          | Вер.           | Жовт.          | Лист.          | Груд.          | Рік            |
| Абсолютний максимум, °C | 31             | 31             | 32             | 33             | 34             | 35             | 36             | 36             | 36             | 35             | 33             | 31             | 36             |
| Середній максимум, °C   | 23,7           | 24,9           | 26,6           | 28,4           | 31             | 32,2           | 32,9           | 32,8           | 32,2           | 30,5           | 27,3           | 24,8           | 28,9           |
| Середня температура, °C | 18,1           | 19,4           | 21,1           | 22,9           | 25,7           | 27,7           | 28,4           | 28,4           | 28             | 25,8           | 22,3           | 19,3           | 23,9           |
| Середній мінімум, °C    | 12,3           | 13,8           | 15,6           | 17,4           | 20,3           | 23,3           | 23,8           | 24,1           | 23,8           | 21,1           | 17,2           | 13,9           | 18,9           |
| Абсолютний мінімум, °C  | 1              | 0              | 3              | 5              | 12             | 16             | 20             | 20             | 20             | 7              | 1              | −1             | −1             |
| Норма опадів, мм        | 48.3           | 53.3           | 61             | 61             | 81.3           | 223.5          | 185.4          | 218.4          | 195.6          | 106.7          | 50.8           | 38.1           | 1318.3         |
| Днів з дощем            | 4              | 4              | 5              | 5              | 6              | 10             | 11             | 10             | 13             | 7              | 3              | 3              | 85             |
| ----------------------- | -------------- | -------------- | -------------- | -------------- | -------------- | -------------- | -------------- | -------------- | -------------- | -------------- | -------------- | -------------- | -------------- |
| Джерело: Weatherbase    |                |                |                |                |                |                |                |                |                |                |                |                |                |

## Демографія

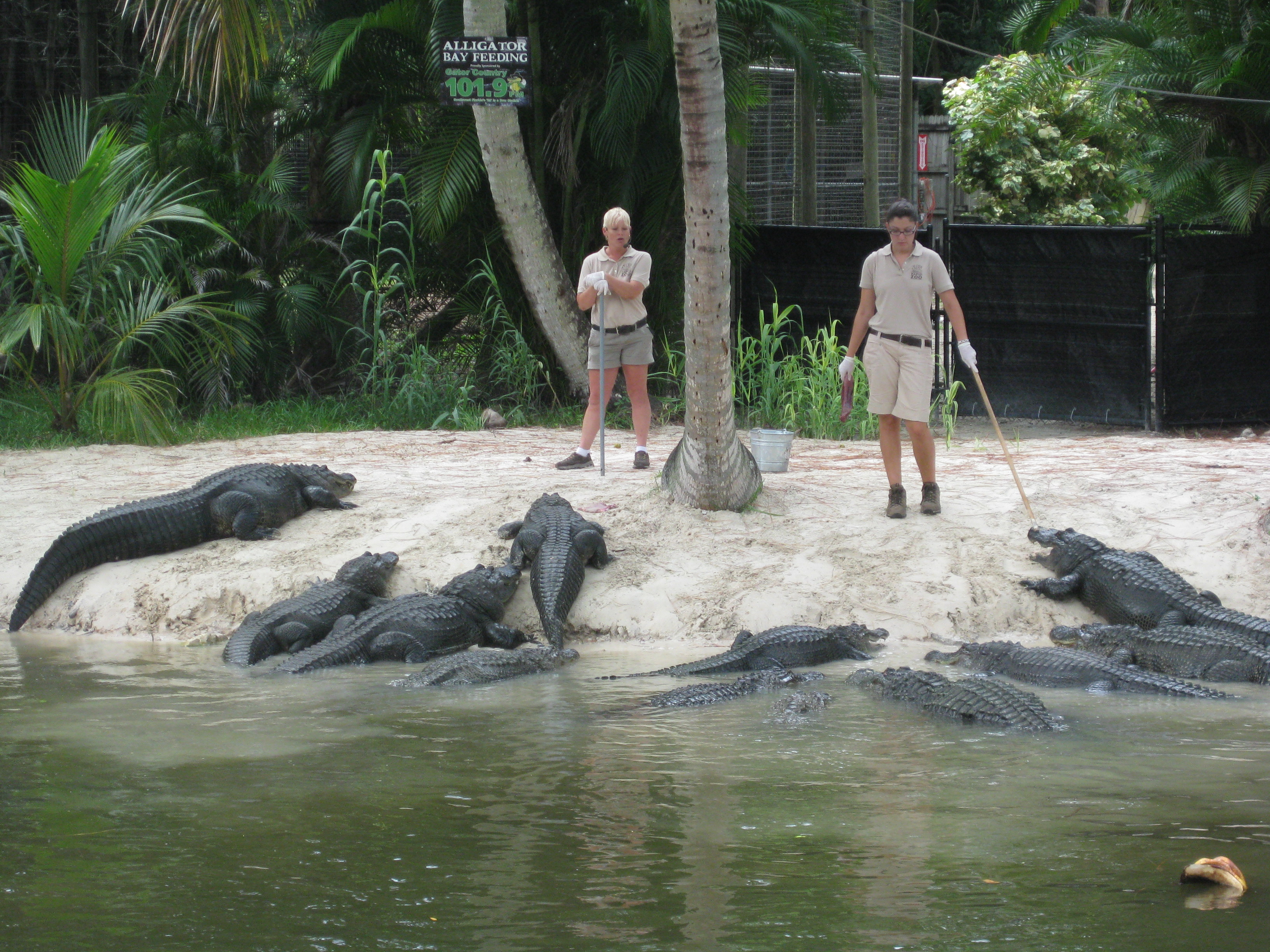
Крокодили у зоопарку Наплс

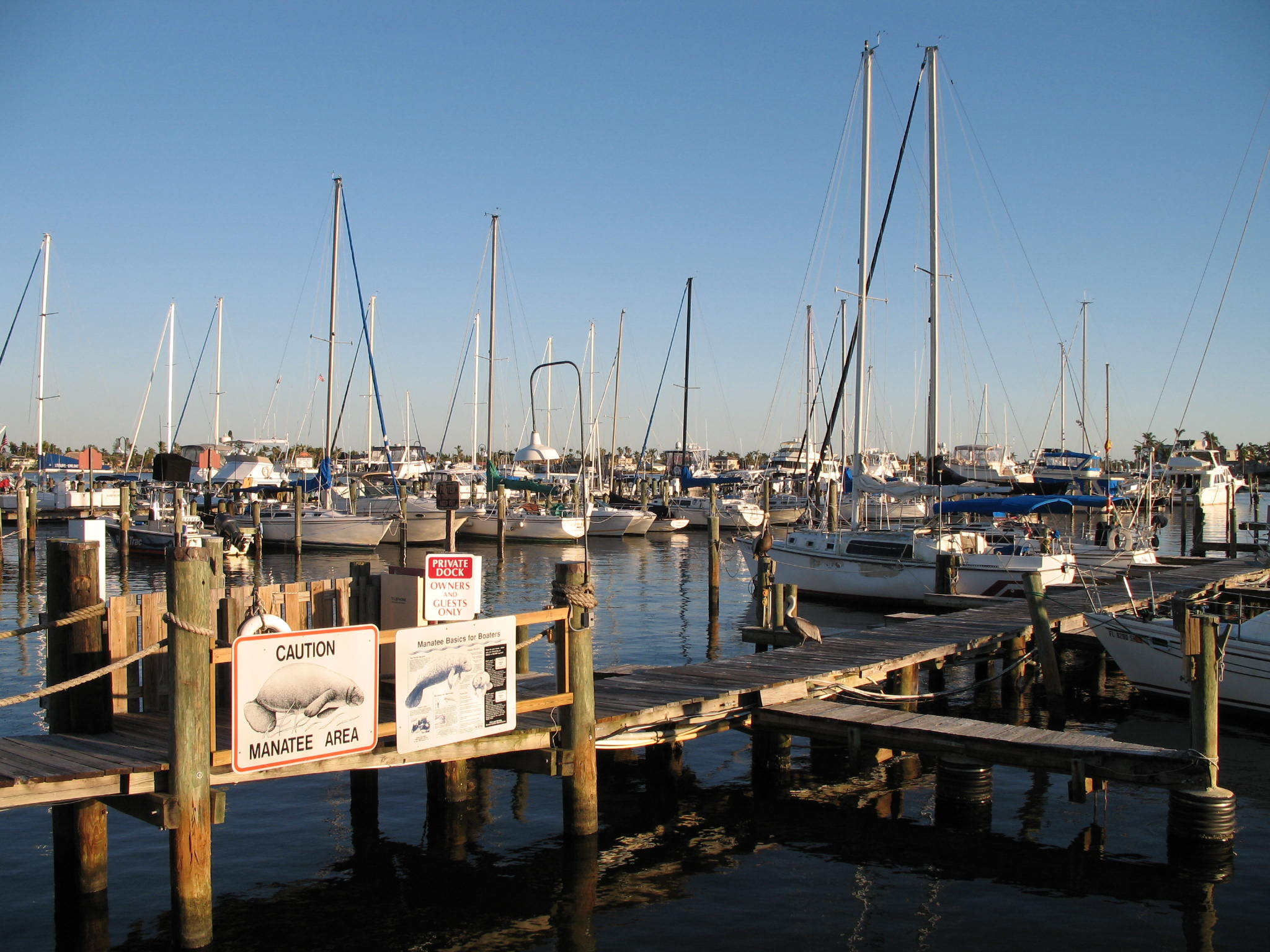
Яхти у міському доці

Згідно з переписом 2010 року, у місті мешкало 19 537 осіб у 10 231 домогосподарстві у складі 5967 родин. Густота населення становила 459 осіб/км². Було 17753 помешкання (417/км²).
Расовий склад населення:
| - 93,3 % — білих - 4,2 % — чорних або афроамериканців - 0,6 % — азіатів - 0,1 % — корінних американців |

До двох чи більше рас належало 1,0 %. Частка іспаномовних становила 4,5 % від усіх жителів.
За віковим діапазоном населення розподілялося таким чином: 10,4 % — особи молодші 18 років, 41,1 % — особи у віці 18—64 років, 48,5 % — особи у віці 65 років та старші. Медіана віку мешканця становила 64,2 року. На 100 осіб жіночої статі у місті припадало 85,7 чоловіків; на 100 жінок у віці від 18 років та старших — 84,1 чоловіків також старших 18 років.
Середній дохід на одне домашнє господарство становив 167 230 доларів США (медіана — 79 515), а середній дохід на одну сім'ю — 216 611 долар (медіана — 117 646). Медіана доходів становила 71 667 доларів для чоловіків та 47 193 долари для жінок. За межею бідності перебувало 8,8 % осіб, у тому числі 17,7 % дітей у віці до 18 років та 6,3 % осіб у віці 65 років та старших.
Цивільне працевлаштоване населення становило 6434 особи. Основні галузі зайнятості: фінанси, страхування та нерухомість — 20,0 %, освіта, охорона здоров'я та соціальна допомога — 18,8 %, науковці, спеціалісти, менеджери — 13,1 %, роздрібна торгівля — 11,9 %.